# Odsherredbuerne
Odsherredbuerne er et system af bueformede bakkedrag i Odsherred og det nordvestlige Sjælland, som er dannet som randmoræner under sidste istid. Landskabet udgør et skoleeksempel på den såkaldte glaciale landskabsserie og var det første sted i Danmark, hvor randmoræner påvistes. De øst for buerne liggende områder Lammefjord og Sidinge Fjord blev i sidste halvdel af 1800-tallet og første halvdel af 1900-tallet inddæmmet i et storstilet landvindingsprojekt, og på den frugtbare jord i de tørlagte fjorde har områdets efter danske forhold tørre og solrige klima muliggjort en storstilet dyrkning af grønsager. Siden 1960-erne er de markante bakkedrag og især de foranliggende smeltevandssletter ud mod Sejerø Bugt blevet benyttet som et yndet rekreativt område præget af badestrande og sommerhusområder.

## Geografi
Odsherredbuerne udgøres af fire bueformede bakkedrag, som fra området nord for Åmosen strækker sig mod nordvest lige vest om Skarresø ved Jyderup og ud til Nekselø Bugt, og herfra videre mod nordøst over Høve og Vig til Nykøbing Sjælland. Sydligst ligger Bjergsted-buen med den bagvedliggende Kundby moræneflade, dernæst Vejrhøj-buen med Lammefjorden, så Vig-buen med Sidinge Fjord og endelig længst mod nord Højby-buen med Nykøbing Bugt. Buerne når flere stedet op i mere end 80 m højde, og det højeste punkt Vejrhøj (121 m) lige nord for Dragsholm er Sjællands tredjehøjeste punkt (efter Gyldenløveshøj og Kobanke). Herfra kan man i klart vejr se spirene på Roskilde domkirke 46 km borte, samt over til Østjylland.

## Geologi
De bueformede bakkedrag er dannet under det såkaldte Bælthav-fremstød i slutningen af Weichsel-istiden. Øst for bakkedragene ligger de lavtliggende områder Nykøbing Bugt, Sidinge Fjord og Lammefjord som såkaldte inderlavninger, foruden Kundby moræneflade. Fra disse områder har isen fjernet materiale ved at høvle eller skubbe det foran sig, for senere at efterlade det i de imponerende bakkedrag, hvis omrids viser israndens placering. Vest for bakkedragene, og i dag mestendels beliggende på Sejerø-bugtens bund, dannede smeltevand fra isranden store smeltevandssletter, eller hedesletter, opbygget af sandede materialer. De tre landskabstyper, inderlavning mod øst, randmoræne i midten og smeltevandsslette mod vest udgør klassiske eksempler på den glaciale landskabsserie, som er et at de tydeligste spor af glacial aktivitet, man kender. I Danmark findes lignende landskaber bla langs den østjyske israndslinie, fx i Mols Bjerge og ved Hedensted mellem Vejle og Horsens.
Den østvendte side af de nordlige af randmorænebuerne består overvejende af moræneler, mens den vestvendte side, ud mod Sejerø Bugt, er mere præget af sandede og grusede smeltevandsaflejringer, som isen har skubbet foran sig. Lokalt fremviser randmorænerne og de tilknyttede smeltevandssletter mange store sten og blokke, fx i det store grusgravsområde NØ for Svebølle og i Vejrhøjbuens nordlige del mellem Asnæs og Vig, hvilket også afspejler sig i stednavnene Stenrand, hhv Stenbjerg. I sidstnævnte område har landmænd opbygget talrige stengærder af marksten.
Det var den unge assistent ved DGU Vilhelm Milthers, som under karteringsarbejde i det nordvestlige Sjælland i midten af 1890-erne kom på sporet af områdets specielle geologiske oprindelse. Hans kolleger forholdt sig dog skeptiske til teorien om randmoræner, og hans medforfatter til den geologiske kortbladsbeskrivelse fra 1900 over området lod Milthers publicere sine resultater under eget navn. Under en ekskursion til området i foråret 1901 lod Milthers' kolleger sig dog overbevise, og da statsgeolog Victor Madsen efter ekskursionen blev spurgt "Nå, hvordan er det gået?" svarede han "Jo, det har sin rigtighed."
Milthers' overordnede tolkning har siden stået uantastet, men i de senere år har resultater fra moderne analysemetoder nuanceret billedet. Bla anses de forskellige randmorænebuer således for dannet én efter én, af flere forskellige isstrømme hen over området.

## Biologi
Det stærkt kuperede terræn i bakkedragenes højere dele består ofte af næringsfattig jord, som nemt kommer til at mangle vand, og disse kuperede og forblæste arealer har gennem tiderne kun i mindre grad været opdyrket, men har henligget som overdrev, brugt til græsning. I dag findes her nogle af Sjællands fineste overdrev med stor artsdiversitet, med sjældne planter som fx vellugtende skabiose, hylde-gøgeurt og bakkesoløje, foruden et stort antal sommerfuglearter.

## Landbrug
Inddæmningen og udtørringen af et 700 ha stort område af Sidinge Fjord påbegyndtes i 1841 og afsluttedes i 1884.
Lammefjorden var oprindeligt kun adskilt fra Nekselø Bugt ved en 2 km bred tange. Inddæmningen og udtørringen af Lammefjord fandt sted i perioden 1874-1943, og indledtes med anlæggelsen af en godt 2 km lang jorddæmning nord for Avdebo, som afsnørede et havområde på 55 km2.
På de inddæmmede arealer dyrkes især kartofler, gulerødder og asparges, mens man på sydvendte skråninger i bakkedragene i de senere år er begyndt at dyrke vin.

## Kultur og samfund
Odsherredbuerne fremviser et stort antal gravhøje, de fleste fra bronzealderen, og buernes højeste punkt Vejrhøj udgøres af en 8 m høj gravhøj. I hele Odsherred er der registreret op mod 1000 gravhøje.
I 1930-erne slog bla Karl Bovin og Ole Kielberg, begge medstiftere af kunstnersammenslutningen Corner, foruden Ernst Syberg og flere andre sig ned i Odsherred, med det formål at dyrke det naturalistiske maleri. Gruppen, hvis medlemmer følte sig tiltrukket af områdets landskaber og specielle lys, blev kendt som Odsherredsmalerne.
Efter en ide lanceret i 2005 i et samarbejde mellem de gamle kommuner Nykøbing-Rørvig, Trundholm og Dragsholm, et arbejde som fortsattes efter kommunalreformen i 2007 i den nye Odsherred kommune, blev i 2013 sendt en ansøgning om optagelse af Geopark Odsherred i den internationale sammenslutning af geoparker i UNESCO-regi. I september 2014 blev ansøgningen imødekommet, og herved fik Danmark sin første geopark.